# Genlisea subglabra
Genlisea subglabra är en tätörtsväxtart som beskrevs av Otto Stapf. Genlisea subglabra ingår i släktet Genlisea och familjen tätörtsväxter. Inga underarter finns listade i Catalogue of Life.

## Bildgalleri

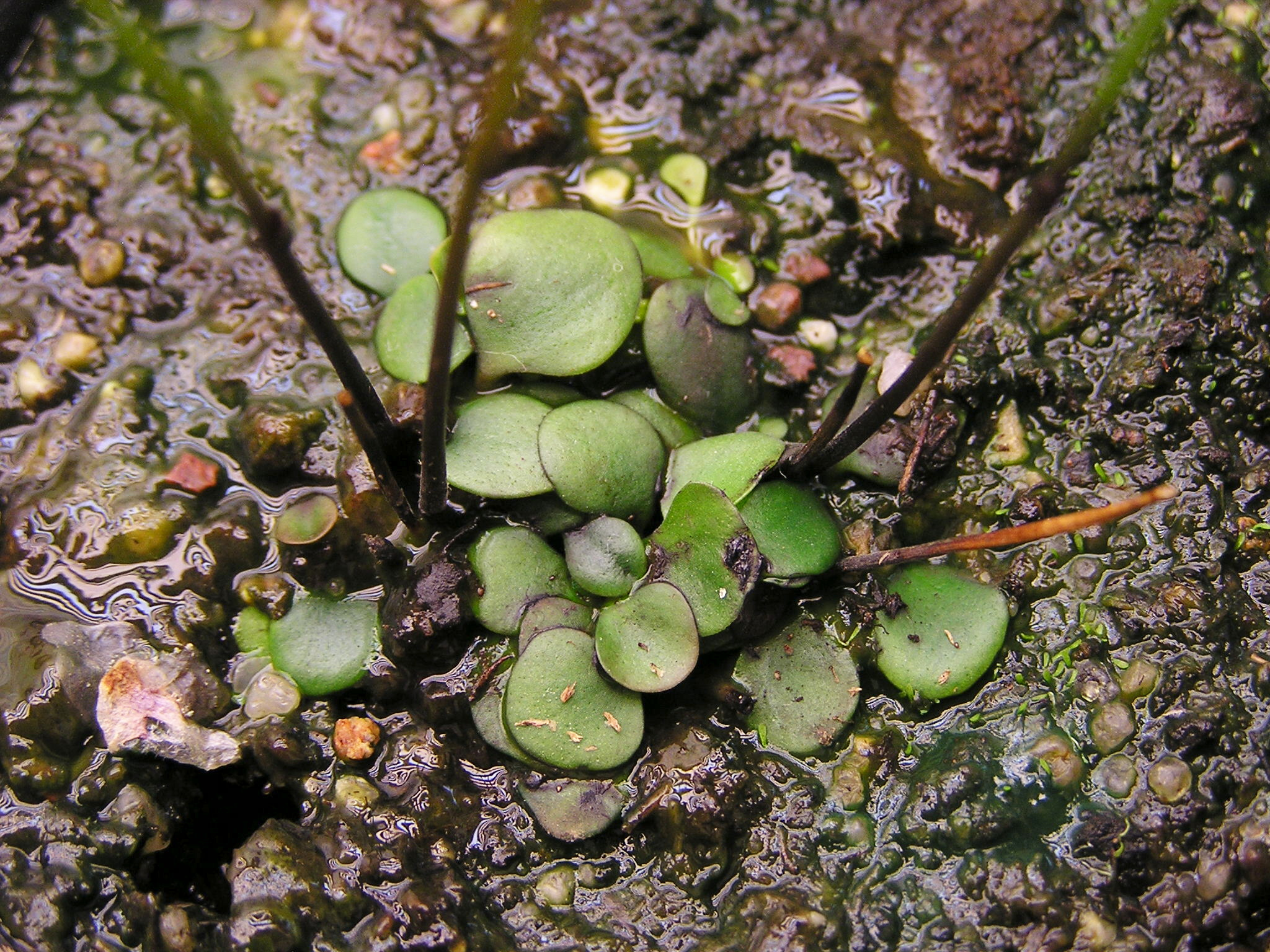
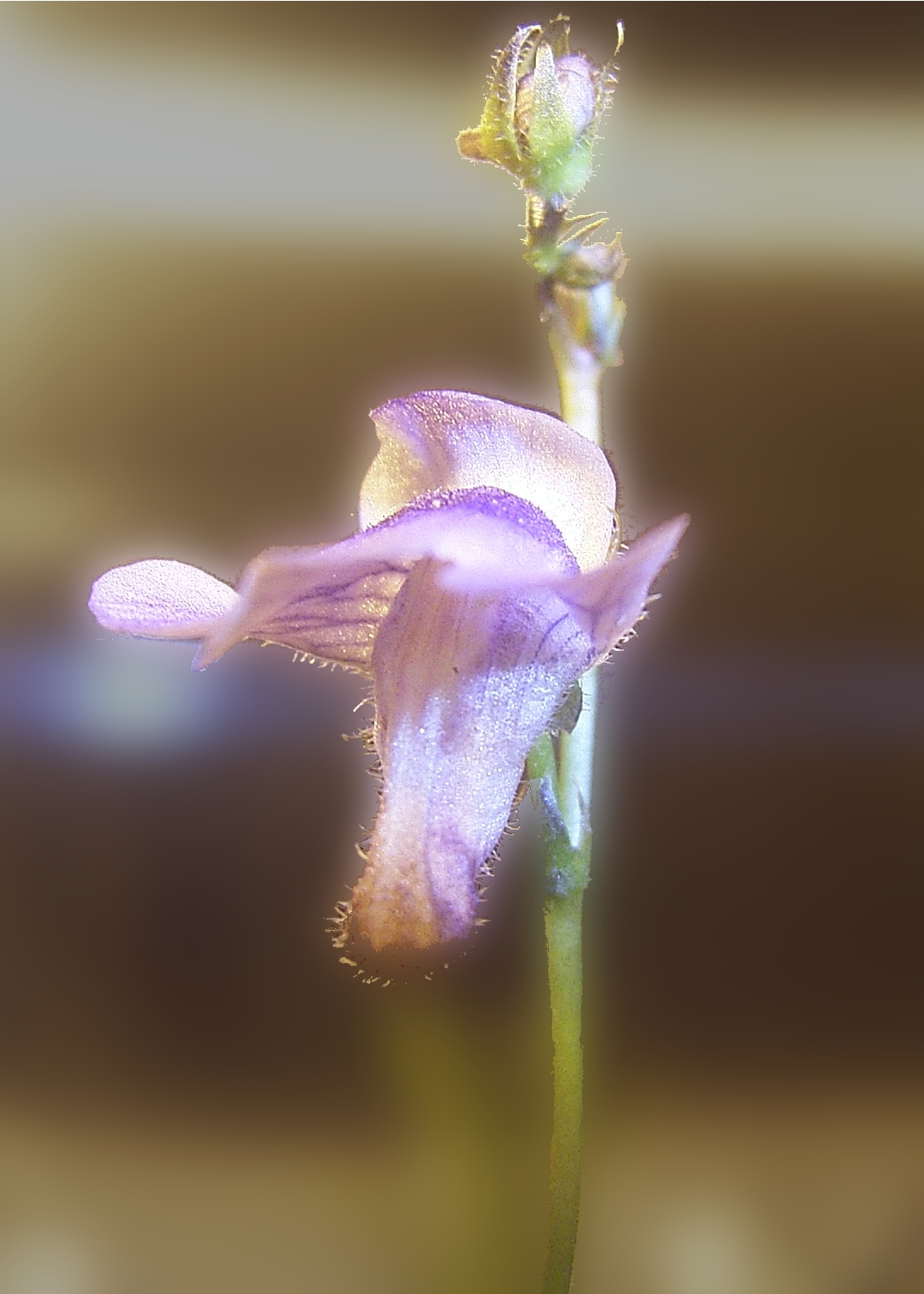